# 2013-as WEC Silverstone-i 6 órás verseny
| Pályarajz | Pályarajz                | Pályarajz                                           |
| --------- | ------------------------ | --------------------------------------------------- |
|           |                          |                                                     |
| Győztesek |                          |                                                     |
| Kategória | Csapat                   | Versenyzők                                          |
| LMP1      | #2 Audi Sport Team Joest | Allan McNish Tom Kristensen Loïc Duval              |
| LMP2      | #25 Delta-ADR            | Tor Graves Antônio Pizzonia James Walker            |
| LMGTE Pro | #97 Aston Martin Racing  | Darren Turner Stefan Mücke Bruno Senna              |
| LMGTE Am  | #95 Aston Martin Racing  | Allan Simonsen Kristian Poulsen Christoffer Nygaard |

A 2013-as WEC Silverstone-i 6 órás verseny a Hosszútávú-világbajnokság 2013-as szezonjának első futama volt, amelyet április 12. és április 14. között tartottak meg a Silverstone Circuit versenypályán. A fordulót Allan McNish, Tom Kristensen és Loïc Duval triója nyerte meg, akik a hibridhajtású Audi Sport Team Joest csapatának versenyautóját vezették.

## Időmérő
A kategóriák leggyorsabb versenyzői vastaggal vannak kiemelve.
| Poz. | Kategória | Csapat                      | Átlagidő   | Különbség | Rajthely |
| ---- | --------- | --------------------------- | ---------- | --------- | -------- |
| 1.   | LMP1      | #7 Toyota Racing            | 1:48,021   |           | 1        |
| 2.   | LMP1      | #8 Toyota Racing            | 1:49,995   | +1,974    | 2        |
| 3.   | LMP1      | #2 Audi Sport Team Joest    | 1:51,283   | +3,262    | 3        |
| 4.   | LMP1      | #12 Rebellion Racing        | 1:52.124   | +4,103    | 4        |
| 5.   | LMP1      | #1 Audi Sport Team Joest    | 1:53,488   | +5,467    | 5        |
| 6.   | LMP1      | #13 Rebellion Racing        | 1:53,835   | +5,814    | 6        |
| 7.   | LMP2      | #25 Delta-ADR               | 1:55,148   | +7,127    | 7        |
| 8.   | LMP2      | #24 OAK Racing              | 1:57,629   | +9,608    | 8        |
| 9.   | LMP2      | #26 G-Drive Racing          | 1:57,697   | +9,676    | 9        |
| 10.  | LMP2      | #35 OAK Racing              | 1:58,729   | +10,708   | 10       |
| 11.  | LMGTE Pro | #97 Aston Martin Racing     | 2:00,566   | +12,545   | 11       |
| 12.  | LMGTE Pro | #99 Aston Martin Racing     | 2:00,722   | +12,751   | 12       |
| 13.  | LMGTE Am  | #96 Aston Martin Racing     | 2:01,158   | +13,137   | 13       |
| 14.  | LMGTE Pro | #91 Porsche AG Team Manthey | 2:01,308   | +13,287   | 14       |
| 15.  | LMGTE Pro | #92 Porsche AG Team Manthey | 2:01,452   | +13,431   | 15       |
| 16.  | LMGTE Pro | #51 AF Corse                | 2:01,512   | +13,491   | 16       |
| 17.  | LMGTE Am  | #95 Aston Martin Racing     | 2:01,544   | +13,523   | 17       |
| 18.  | LMP2      | #32 Lotus                   | 2:01,555   | +13,534   | 18       |
| 19.  | LMGTE Pro | #71 AF Corse                | 2:01,803   | +13,782   | 19       |
| 20.  | LMP2      | #31 Lotus                   | 2:02,144   | +14,123   | 20       |
| 21.  | LMGTE Am  | #61 AF Corse                | 2:02,396   | +14,375   | 21       |
| 22.  | LMP2      | #49 Pecom Racing            | 2:02,454   | +14,433   | 22       |
| 23.  | LMGTE Am  | #81 8 Star Motorsports      | 2:02.513   | +14,492   | 23       |
| 24.  | LMGTE Am  | #50 Larbre Compétition      | 2:02,862   | +14,841   | 24       |
| 25.  | LMP2      | #47 KCMG                    | 2:02,991   | +14,970   | 25       |
| 26.  | LMGTE Am  | #76 IMSA Performance Matmut | 2:04,176   | +16,155   | 26       |
| 27.  | LMP2      | #41 Greaves Motorsport      | 2:04,491   | +16,470   | 27       |
| 28.  | LMGTE Am  | #57 Krohn Racing            | 2:05,482   | +17,461   | 28       |
| 29.  | LMP2      | #45 OAK Racing              | 2:10,475   | +22,454   | 29       |
| 30.  | LMP1      | #21 Strakka Racing          | idő nélkül |           | 30       |
| –    | LMGTE Am  | #88 Proton Competition      | idő nélkül |           | 31       |

## Verseny
A résztvevőknek legalább a versenytáv 70%-át (138 kört) teljesíteniük kellett ahhoz, hogy az elért eredményüket értékeljék. A kategóriák leggyorsabb versenyzői vastaggal vannak kiemelve.
| Helyezés | Kategória | #  | Csapat                  | Versenyzők                                          | Kasztni                                 | Gumi | Kör | Idő/Hátrány/Kiesés |
| Helyezés | Kategória | #  | Csapat                  | Versenyzők                                          | Motor                                   | Gumi | Kör | Idő/Hátrány/Kiesés |
| -------- | --------- | -- | ----------------------- | --------------------------------------------------- | --------------------------------------- | ---- | --- | ------------------ |
| 1.       | LMP1      | 2  | Audi Sport Team Joest   | Allan McNish Tom Kristensen Loïc Duval              | Audi R18 e-tron quattro                 | M    | 197 | 6:00:01,686        |
| 1.       | LMP1      | 2  | Audi Sport Team Joest   | Allan McNish Tom Kristensen Loïc Duval              | Audi TDI 3.7 L Turbo V6 (Hybrid Diesel) | M    | 197 | 6:00:01,686        |
| 2.       | LMP1      | 1  | Audi Sport Team Joest   | André Lotterer Marcel Fässler Benoît Tréluyer       | Audi R18 e-tron quattro                 | M    | 197 | +3,462             |
| 2.       | LMP1      | 1  | Audi Sport Team Joest   | André Lotterer Marcel Fässler Benoît Tréluyer       | Audi TDI 3.7 L Turbo V6 (Hybrid Diesel) | M    | 197 | +3,462             |
| 3.       | LMP1      | 8  | Toyota Racing           | Anthony Davidson Stéphane Sarrazin Sébastien Buemi  | Toyota TS030 Hybrid                     | M    | 196 | +1 kör             |
| 3.       | LMP1      | 8  | Toyota Racing           | Anthony Davidson Stéphane Sarrazin Sébastien Buemi  | Toyota 3.4 L V8 (Hybrid)                | M    | 196 | +1 kör             |
| 4.       | LMP1      | 7  | Toyota Racing           | Alexander Wurz Nicolas Lapierre                     | Toyota TS030 Hybrid                     | M    | 196 | +1 kör             |
| 4.       | LMP1      | 7  | Toyota Racing           | Alexander Wurz Nicolas Lapierre                     | Toyota 3.4 L V8 (Hybrid)                | M    | 196 | +1 kör             |
| 5.       | LMP1      | 12 | Rebellion Racing        | Nicolas Prost Neel Jani Nick Heidfeld               | Lola B12/60                             | M    | 193 | +4 kör             |
| 5.       | LMP1      | 12 | Rebellion Racing        | Nicolas Prost Neel Jani Nick Heidfeld               | Toyota RV8KLM 3.4 L V8                  | M    | 193 | +4 kör             |
| 6.       | LMP1      | 13 | Rebellion Racing        | Andrea Belicchi Mathias Beche Cung-fu Cseng         | Lola B12/60                             | M    | 190 | +7 kör             |
| 6.       | LMP1      | 13 | Rebellion Racing        | Andrea Belicchi Mathias Beche Cung-fu Cseng         | Toyota RV8KLM 3.4 L V8                  | M    | 190 | +7 kör             |
| 7.       | LMP2      | 25 | Delta-ADR               | Tor Graves Antônio Pizzonia James Walker            | Oreca 03                                | D    | 184 | +13 kör            |
| 7.       | LMP2      | 25 | Delta-ADR               | Tor Graves Antônio Pizzonia James Walker            | Nissan VK45DE 4.5 L V8                  | D    | 184 | +13 kör            |
| 8.       | LMP2      | 24 | OAK Racing              | Olivier Pla Alex Brundle David Heinemeier Hansson   | Morgan LMP2                             | D    | 183 | +14 kör            |
| 8.       | LMP2      | 24 | OAK Racing              | Olivier Pla Alex Brundle David Heinemeier Hansson   | Nissan VK45DE 4.5 L V8                  | D    | 183 | +14 kör            |
| 9.       | LMP2      | 49 | Pecom Racing            | Luís Pérez Companc Pierre Kaffer Nicolas Minassian  | Oreca 03                                | M    | 179 | +18 kör            |
| 9.       | LMP2      | 49 | Pecom Racing            | Luís Pérez Companc Pierre Kaffer Nicolas Minassian  | Nissan VK45DE 4.5 L V8                  | M    | 179 | +18 kör            |
| 10.      | LMP2      | 35 | OAK Racing              | Bertrand Baguette Martin Plowman Ricardo González   | Morgan LMP2                             | D    | 179 | +18 kör            |
| 10.      | LMP2      | 35 | OAK Racing              | Bertrand Baguette Martin Plowman Ricardo González   | Nissan VK45DE 4.5 L V8                  | D    | 179 | +18 kör            |
| 11.      | LMP2      | 41 | Greaves Motorsport      | Tom Kimber-Smith Chris Dyson Michael Marsal         | Zytek Z11SN                             | D    | 179 | +18 kör            |
| 11.      | LMP2      | 41 | Greaves Motorsport      | Tom Kimber-Smith Chris Dyson Michael Marsal         | Nissan VK45DE 4.5 L V8                  | D    | 179 | +18 kör            |
| 12.      | LMP2      | 47 | KCMG                    | Alexandre Imperatori Matthew Howson Jim Ka To       | Morgan LMP2                             | M    | 179 | +18 kör            |
| 12.      | LMP2      | 47 | KCMG                    | Alexandre Imperatori Matthew Howson Jim Ka To       | Nissan VK45DE 4.5 L V8                  | M    | 179 | +18 kör            |
| 13.      | LMP2      | 26 | G-Drive Racing          | Roman Ruszinov John Martin Mike Conway              | Oreca 03                                | D    | 176 | +21 kör            |
| 13.      | LMP2      | 26 | G-Drive Racing          | Roman Ruszinov John Martin Mike Conway              | Nissan VK45DE 4.5 L V8                  | D    | 176 | +21 kör            |
| 14.      | LMGTE Pro | 97 | Aston Martin Racing     | Darren Turner Stefan Mücke Bruno Senna              | Aston Martin Vantage GTE                | M    | 171 | +26 kör            |
| 14.      | LMGTE Pro | 97 | Aston Martin Racing     | Darren Turner Stefan Mücke Bruno Senna              | Aston Martin 4.5 L V8                   | M    | 171 | +26 kör            |
| 15.      | LMGTE Pro | 71 | AF Corse                | Kobajasi Kamui Toni Vilander                        | Ferrari 458 Italia GT2                  | M    | 170 | +27 kör            |
| 15.      | LMGTE Pro | 71 | AF Corse                | Kobajasi Kamui Toni Vilander                        | Ferrari 4.5 L V8                        | M    | 170 | +27 kör            |
| 16.      | LMGTE Pro | 99 | Aston Martin Racing     | Frédéric Makowiecki Paul Dalla Lana Pedro Lamy      | Aston Martin Vantage GTE                | M    | 170 | +27 kör            |
| 16.      | LMGTE Pro | 99 | Aston Martin Racing     | Frédéric Makowiecki Paul Dalla Lana Pedro Lamy      | Aston Martin 4.5 L V8                   | M    | 170 | +27 kör            |
| 17.      | LMGTE Pro | 92 | Porsche AG Team Manthey | Marc Lieb Richard Lietz Romain Dumas                | Porsche 911 RSR                         | M    | 170 | +27 kör            |
| 17.      | LMGTE Pro | 92 | Porsche AG Team Manthey | Marc Lieb Richard Lietz Romain Dumas                | Porsche 4.0 L Flat-6                    | M    | 170 | +27 kör            |
| 18.      | LMGTE Pro | 51 | AF Corse                | Gianmaria Bruni Giancarlo Fisichella                | Ferrari 458 Italia GT2                  | M    | 170 | +27 kör            |
| 18.      | LMGTE Pro | 51 | AF Corse                | Gianmaria Bruni Giancarlo Fisichella                | Ferrari 4.5 L V8                        | M    | 170 | +27 kör            |
| 19.      | LMGTE Am  | 95 | Aston Martin Racing     | Allan Simonsen Kristian Poulsen Christoffer Nygaard | Aston Martin Vantage GTE                | M    | 169 | +28 kör            |
| 19.      | LMGTE Am  | 95 | Aston Martin Racing     | Allan Simonsen Kristian Poulsen Christoffer Nygaard | Aston Martin 4.5 L V8                   | M    | 169 | +28 kör            |
| 20.      | LMGTE Pro | 91 | Porsche AG Team Manthey | Jörg Bergmeister Patrick Pilet Timo Bernhard        | Porsche 911 RSR                         | M    | 168 | +29 kör            |
| 20.      | LMGTE Pro | 91 | Porsche AG Team Manthey | Jörg Bergmeister Patrick Pilet Timo Bernhard        | Porsche 4.0 L Flat-6                    | M    | 168 | +29 kör            |
| 21.      | LMGTE Am  | 50 | Larbre Compétition      | Julien Canal Patrick Bornhauser Fernando Rees       | Chevrolet Corvette C6.R                 | M    | 166 | +31 kör            |
| 21.      | LMGTE Am  | 50 | Larbre Compétition      | Julien Canal Patrick Bornhauser Fernando Rees       | Chevrolet 5.5 L V8                      | M    | 166 | +31 kör            |
| 22.      | LMGTE Am  | 81 | 8 Star Motorsports      | Enzo Potolicchio Rui Águas Philipp Peter            | Ferrari 458 Italia GT2                  | M    | 165 | +32 kör            |
| 22.      | LMGTE Am  | 81 | 8 Star Motorsports      | Enzo Potolicchio Rui Águas Philipp Peter            | Ferrari 4.5 L V8                        | M    | 165 | +32 kör            |
| 23.      | LMGTE Am  | 96 | Aston Martin Racing     | Roald Goethe Jamie Campbell-Walter Stuart Hall      | Aston Martin Vantage GTE                | M    | 165 | +32 kör            |
| 23.      | LMGTE Am  | 96 | Aston Martin Racing     | Roald Goethe Jamie Campbell-Walter Stuart Hall      | Aston Martin 4.5 L V8                   | M    | 165 | +32 kör            |
| 24.      | LMGTE Am  | 88 | Proton Competition      | Christian Ried Gianluca Roda Paolo Ruberti          | Porsche 997 GT3-RSR                     | M    | 165 | +32 kör            |
| 24.      | LMGTE Am  | 88 | Proton Competition      | Christian Ried Gianluca Roda Paolo Ruberti          | Porsche 4.0 L Flat-6                    | M    | 165 | +32 kör            |
| 25.      | LMGTE Am  | 57 | Krohn Racing            | Tracy Krohn Niclas Jönsson Maurizio Mediani         | Ferrari 458 Italia GT2                  | M    | 164 | +33 kör            |
| 25.      | LMGTE Am  | 57 | Krohn Racing            | Tracy Krohn Niclas Jönsson Maurizio Mediani         | Ferrari 4.5 L V8                        | M    | 164 | +33 kör            |
| 26.      | LMGTE Am  | 76 | IMSA Performance Matmut | Raymond Narac Christophe Bourret Jean-Karl Vernay   | Porsche 997 GT3-RSR                     | M    | 163 | +34 kör            |
| 26.      | LMGTE Am  | 76 | IMSA Performance Matmut | Raymond Narac Christophe Bourret Jean-Karl Vernay   | Porsche 4.0 L Flat-6                    | M    | 163 | +34 kör            |
| 27.      | LMP2      | 45 | OAK Racing              | Jacques Nicolet Jean-Marc Merlin                    | Morgan LMP2                             | D    | 154 | +43 kör            |
| 27.      | LMP2      | 45 | OAK Racing              | Jacques Nicolet Jean-Marc Merlin                    | Nissan VK45DE 4.5 L V8                  | D    | 154 | +43 kör            |
| 28.      | LMGTE Am  | 61 | AF Corse                | Jack Gerber Matt Griffin Marco Cioci                | Ferrari 458 Italia GT2                  | M    | 139 | +58 kör            |
| 28.      | LMGTE Am  | 61 | AF Corse                | Jack Gerber Matt Griffin Marco Cioci                | Ferrari 4.5 L V8                        | M    | 139 | +58 kör            |
| Hn       | LMP2      | 32 | Lotus                   | Thomas Holzer Dominik Kraihamer Jan Charouz         | Lotus T128                              | D    | 113 |                    |
| Hn       | LMP2      | 32 | Lotus                   | Thomas Holzer Dominik Kraihamer Jan Charouz         | Praga 3.6 L V8                          | D    | 113 |                    |
| Ki       | LMP1      | 21 | Strakka Racing          | Nick Leventis Jonny Kane Danny Watts                | HPD ARX-03c                             | M    | 55  |                    |
| Ki       | LMP1      | 21 | Strakka Racing          | Nick Leventis Jonny Kane Danny Watts                | Honda LM-V8 3.4 L V8                    | M    | 55  |                    |
| Ki       | LMP2      | 31 | Lotus                   | Kevin Weeda Christophe Bouchut Vitantonio Liuzzi    | Lotus T128                              | D    | 44  |                    |
| Ki       | LMP2      | 31 | Lotus                   | Kevin Weeda Christophe Bouchut Vitantonio Liuzzi    | Praga 3.6 L V8                          | D    | 44  |                    |

## A világbajnokság állása a versenyt követően
LMP1 (Teljes táblázat)
| H  | Versenyzők                                         | Pont | H  | Konstruktőrök | Pont |
| -- | -------------------------------------------------- | ---- | -- | ------------- | ---- |
| 1. | Allan McNish Tom Kristensen Loïc Duval             | 25   | 1. | Audi          | 25   |
| 2. | André Lotterer Marcel Fässler Benoît Tréluyer      | 18   | 2. | Toyota        | 16   |
| 3. | Anthony Davidson Stéphane Sarrazin Sébastien Buemi | 15   | 3. | '             |      |
| 4. | Alexander Wurz Nicolas Lapierre                    | 13   |    |               |      |
| 5. | Nicolas Prost Neel Jani Nick Heidfeld              | 10   |    |               |      |

GT (Teljes táblázat)
| H  | Versenyzők                                     | Pont | H  | Konstruktőrök | Pont |
| -- | ---------------------------------------------- | ---- | -- | ------------- | ---- |
| 1. | Darren Turner Stefan Mücke Bruno Senna         | 26   | 1. | Aston Martin  | 41   |
| 2. | Kobajasi Kamui Toni Vilander                   | 18   | 2. | Ferrari       | 28   |
| 3. | Frédéric Makowiecki Paul Dalla Lana Pedro Lamy | 15   | 3. | Porsche       | 18   |
| 4. | Marc Lieb Richard Lietz Romain Dumas           | 12   |    |               |      |
| 5. | Gianmaria Bruni Giancarlo Fisichella           | 10   |    |               |      |

LMP2 (Teljes táblázat)
| H  | Versenyzők                                         | Pont | H  | Konstruktőrök      | Pont |
| -- | -------------------------------------------------- | ---- | -- | ------------------ | ---- |
| 1. | Tor Graves Antônio Pizzonia James Walker           | 26   | 1. | Delta-ADR          | 26   |
| 2. | Olivier Pla Alex Brundle David Heinemeier Hansson  | 18   | 2. | #24 OAK Racing     | 18   |
| 3. | Luís Pérez Companc Pierre Kaffer Nicolas Minassian | 15   | 3. | Pecom Racing       | 15   |
| 4. | Bertrand Baguette Martin Plowman Ricardo González  | 12   | 4. | #35 OAK Racing     | 12   |
| 5. | Tom Kimber-Smith Chris Dyson Michael Marsal        | 10   | 5. | Greaves Motorsport | 10   |

LMGTE Am (Teljes táblázat)
| H  | Versenyzők                                          | Pont | H  | Konstruktőrök           | Pont |
| -- | --------------------------------------------------- | ---- | -- | ----------------------- | ---- |
| 1. | Allan Simonsen Kristian Poulsen Christoffer Nygaard | 25   | 1. | #95 Aston Martin Racing | 25   |
| 2. | Julien Canal Patrick Bornhauser Fernando Rees       | 18   | 2. | Larbre Compétition      | 18   |
| 3. | Enzo Potolicchio Rui Águas Philipp Peter            | 15   | 3. | 8 Star Motorsports      | 15   |
| 4. | Roald Goethe Jamie Campbell-Walter Stuart Hall      | 13   | 4. | #96 Aston Martin Racing | 13   |
| 5. | Christian Ried Gianluca Roda Paolo Ruberti          | 10   | 5. | Proton Competition      | 10   |